# Городище (Самбірський район)
Городи́ще — село в Україні, у Самбірському районі Львівської області. Населення становить 437 осіб (2021). Орган місцевого самоврядування — Ралівська сільська рада.

## Історія
У 1932 році на території села Городище було розкопано три кургани кінця бронзової доби (поч. I тис. до н. е.). На околиці села також збереглося давньоруське городище XI—XIII ст.
В селі є діючий дерев'яний храм Зіслання Святого Духа, що був заснований в 1889 році і є прекрасною пам'яткою дерев'яної сакральної архітектури.

## Населення

### Мова
Розподіл населення за рідною мовою за даними перепису 2001 року:
| Мова       | Кількість | Відсоток |
| ---------- | --------- | -------- |
| українська | 509       | 100%     |

## Відомі люди
- Бандрівський Дмитро Григорович — кандидат філологічних наук, письменник, поет.
- Блажівський Євген Миколайович — відомий український прокурор, доктор юридичних наук, заслужений юрист України, колишній ректор Національної академії прокуратури України (2012 р.-2014 р.), прокурор міста Києва та заступник Генерального прокурора України (2006 р.-2012 р.)

## Галерея
Церква Зіслання Святого Духа

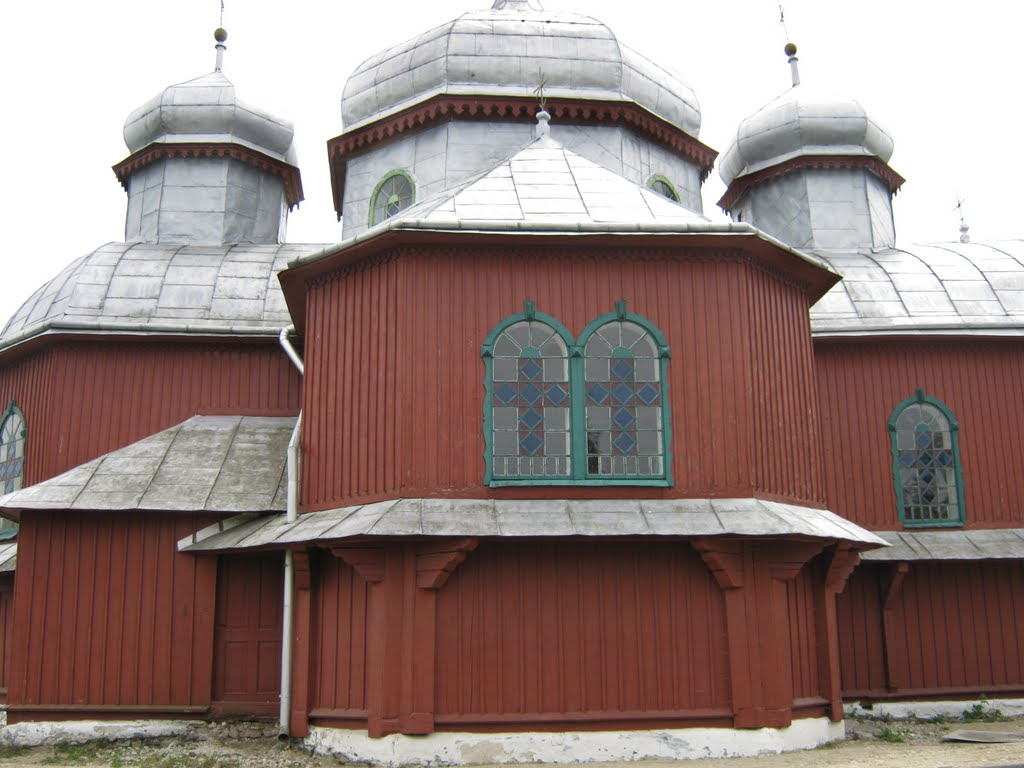
Церква зблизька
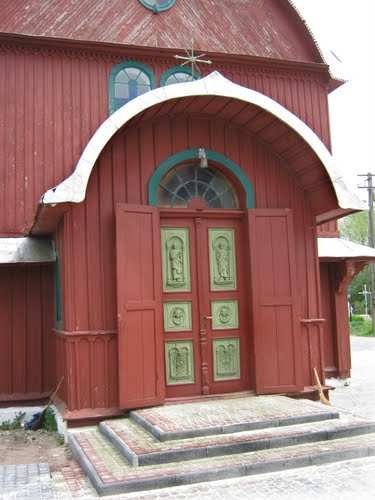
Дзвіниця
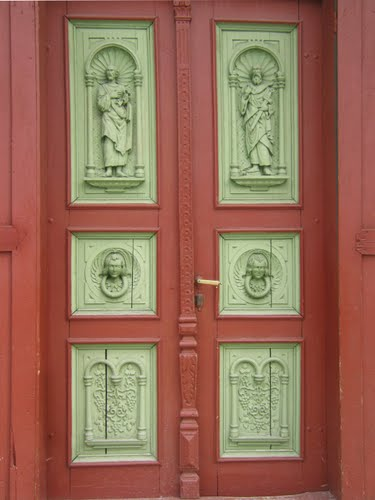
Двері церкви